# Rue Prisse-D'Avennes
La rue Prisse-D'Avennes est une voie située dans le quartier du Petit-Montrouge du 14e arrondissement de Paris.

## Situation et accès
La rue Prisse-D'Avennes est desservie à proximité la ligne 4 à la station Porte d'Orléans.

## Origine du nom
Elle porte le nom de l'explorateur, égyptologue, archéologue et journaliste français, Émile Prisse d'Avesnes (1807-1879).

## Historique
Cette voie est ouverte en 1895 et prend sa dénomination actuelle par arrêté du 10 juin 1897.